# Серікжан Мужиков
Серікжан Мужиков (каз. Серікжан Урстемұлы Мұжықов, нар. 17 червня 1989) — казахський футболіст, півзахисник клубу «Тобол».
Виступав, зокрема, за клуб «Жетису», а також національну збірну Казахстану.
Чотириразовий чемпіон Казахстану. Дворазовий володар Суперкубка Казахстану. Володар Кубка Казахстану. 

## Клубна кар'єра
У дорослому футболі дебютував 2008 року виступами за команду клубу «Жетису», в якій провів шість сезонів, взявши участь у 102 матчах чемпіонату. 
Згодом з 2014 по 2015 рік грав у складі команд клубів «Астана» та «Кайсар».
До складу клубу «Астана» приєднався 2015 року. Станом на 1 вересня 2018 року відіграв за команду з Астани 79 матчів в національному чемпіонаті.

## Виступи за збірні
У 2009 році залучався до складу молодіжної збірної Казахстану. На молодіжному рівні зіграв у 2 офіційних матчах.
У 2011 році дебютував в офіційних матчах у складі національної збірної Казахстану.

## Титули і досягнення
- Чемпіон Казахстану (7):

«Астана»: 2014, 2015, 2016, 2017, 2018, 2019
«Тобол»: 2021
- Володар Суперкубка Казахстану (5):

«Астана»: 2015, 2018, 2019
«Тобол»: 2021, 2022
- Володар Кубка Казахстану (2):

«Астана»: 2016
«Тобол»: 2023